# Allá en la plaza Garibaldi
Allá en la plaza Garibaldi es una película mexicana de 1981 dirigida por Miguel M. Delgado. Está protagonizada por Pedro Fernández, Lucy Gallardo, Frank Moro, Guillermo Rivas, Pedro Weber "Chatanuga" y Ricardo Galindo. La película se estrenó el 26 de noviembre de 1981. 

## Sinopsis
Al quedar huérfano, el niño Julio (Pedro Fernández) viaja a la ciudad a buscar a su tía Mónica (Lucy Gallardo), que trabaja en la Plaza de Garibaldi. Allí se relaciona con el pequeño carterista Martín y otros niños ladrones que maneja e instruye el Cuervo (Guillermo Rivas), que vive en un teatro abandonado. Los niños también son tragafuegos y Julio canta con unos mariachis mientras los demás roban a los espectadores. Luego se hace amigo de Anita, la hija de la fondera Cecilia.

## Reparto
- Pedro Fernández – Julio
- Lucy Gallardo – Tía Mónica
- Frank Moro – Ernesto
- Guillermo Rivas - Cuervo
- Pedro Weber “Chatanuga” - Lagartijo
- Ricardo Galindo – El Navajas

- Datos: Q28503300